# Macrotera knulli
Macrotera knulli är en biart som först beskrevs av Timberlake 1960.  Macrotera knulli ingår i släktet Macrotera och familjen grävbin. Inga underarter finns listade i Catalogue of Life.